# Siegfried Böhringer (Politiker)

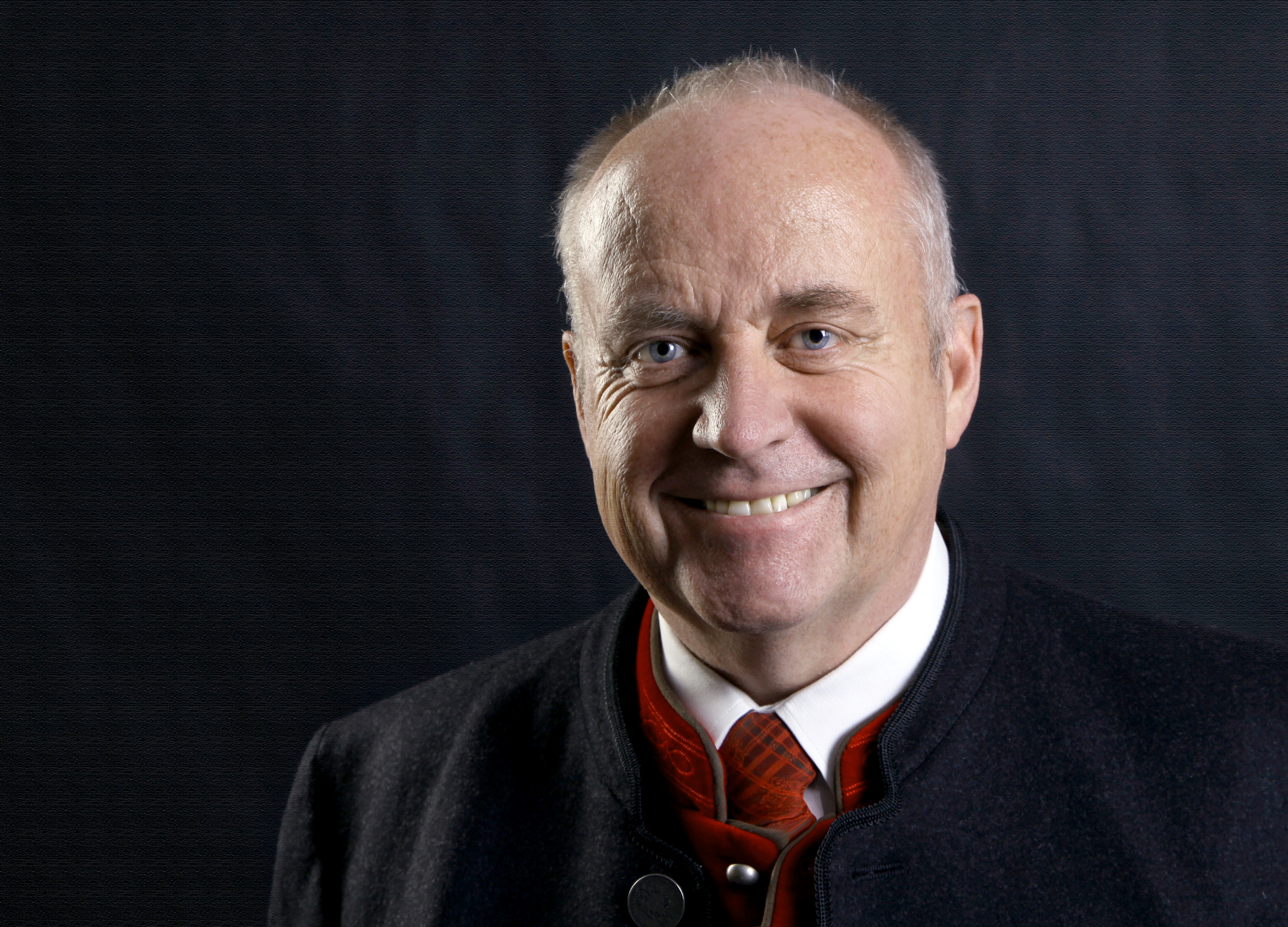
Siegfried Böhringer (2013)

Siegfried Xaver Böhringer (* 25. April 1954 in Diesenbach, heute zu Regenstauf) ist Altbürgermeister der Marktgemeinde Regenstauf und war dort von 2008 bis 2020 Erster Bürgermeister. Über 20 Jahre war er Vorstandsmitglied der örtlichen Wasserwacht sowie des lokalen Bayerischen Roten Kreuzes.

## Leben
Böhringer wuchs in Diesenbach auf. Nach dem Absolvieren der Mittleren Reife 1970 an der Realschule in Burglengenfeld machte er eine Ausbildung zum Finanzwirt. Bis zu seiner Wahl zum Bürgermeister im Jahr 2008 arbeitete er für das Finanzamt Regensburg.
Böhringer ist seit 1979 verheiratet und hat zwei Kinder.

## Ehrenamtliches Engagement
Böhringer trat 1966 der Wasserwacht Ortsgruppe Regenstauf bei, wo er zuerst ab 1977 die Stellung als Technischer Leiter innehatte und dann von 1980 bis 2005 den Vorsitz übernahm. Zusätzlich war er von 1983 bis 2005 Leiter der Kreiswasserwacht Stadt und Landkreis Regensburg.
Ebenfalls seit 1983 ist er Vorstandsmitglied beim BRK-Kreisverband Regensburg und war von 1990 bis 2013 Ausschussmitglied des BRK-Bezirksverbandes Nordbayern/Oberpfalz sowie von 2005 bis 2013 Vorsitzender des Wasserwachtbezirks Niederbayern/Oberpfalz.
Für seine vielen ehrenamtlichen Tätigkeiten bei der Wasserwacht und dem BRK wurde er 2016 mit dem Bundesverdienstkreuz am Bande ausgezeichent. Hervorgehoben wurde dabei besonders sein außergewöhnliches Engagement bei der Unterstützung der Jugendarbeit.

## Politisches Wirken
1996 wurde Böhringer in den Marktgemeinderat gewählt. Von 1998 bis 2008 übernahm er das Amt des Jugendbeauftragten im Markt.
Am 1. Juli 2001 trat er in die SPD ein und kandidierte 2002 zum ersten Mal für das Amt des Bürgermeisters; verlor aber gegen seinen direkten Konkurrenten Dagobert Knott. Sodann übernahm er von 2002 bis 2008 das Amt des 3. Bürgermeisters.
Im März 2008 stellte sich Böhringer erneut zur Wahl, die er dann in einer Stichwahl gewann. 2014 wurde Böhringer wiedergewählt, stellte sich aber 2020 nicht erneut zur Wahl auf. Am 14. Juli desselben Jahres wurde ihm die Ehrenbezeichnung Altbürgermeister verliehen.

## Auszeichnungen und Ehrungen
- Bundesverdienstkreuz am Bande (2016)[2]
- Ehrenzeichen am Bande (40 Jahre) Freistaat Bayern (2011)
- Ehrenplakette in Gold des Bayerischen Roten Kreuzes (2009)
- Floriansmedaille in Silber des Kreisfeuerwehrverbandes Regensburg (2005)
- Ehrenzeichen des Deutschen Roten Kreuzes (2004)